# Illa de Hong Kong
L'illa d'Hong Kong és una illa a la zona sud de Hong Kong, a la Xina. Té una població d'1.268.112 habitants i una densitat de 15.915 habitants/km² (2006). L'illa va ser ocupada pel Regne Unit el 1841, i es va fundar Queenstown que ben aviat es va anomenar Victoria City (Ciutat de la Victòria). La zona central de l'illa és el nucli històric, polític i econòmic de Hong Kong. La costa nord de l'illa és la costa sud del port de Victòria, que ha tingut un paper molt destacat en el desenvolupament i creixement de Hong Kong, ja que la seva gran fondària ha permès el trànsit de grans vaixells.
L'illa té moltes de les vistes més famoses a Hong Kong, com la que es pot observar des de Victoria Peak (el pic Victòria) i el Ocean Park (Parc de l'Oceà), i també molts llocs històrics i diversos centres comercials. Les cadenes muntanyoses que travessen l'illa són utilitzades per a la pràctica de senderisme. La part nord de l'illa, al costat del centre urbà de Kowloon, forma la principal àrea urbana de Hong Kong. L'extensió combinada d'ambdós territoris és d'aproximadament 88,3 km², i la seva població combinada és d'uns 3.156.500 habitants, la qual cosa reflecteix una densitat de 37.700 habitants/km².
L'illa de vegades és anomenada pels seus habitants, "el costat de l'illa", amb referència al costat sud del Port de Victòria.

## Administració
Els Districtes de l'illa són:
- Districte Central i Oest
- Districte Est
- Districte Sud
- Districte de Wan Chai

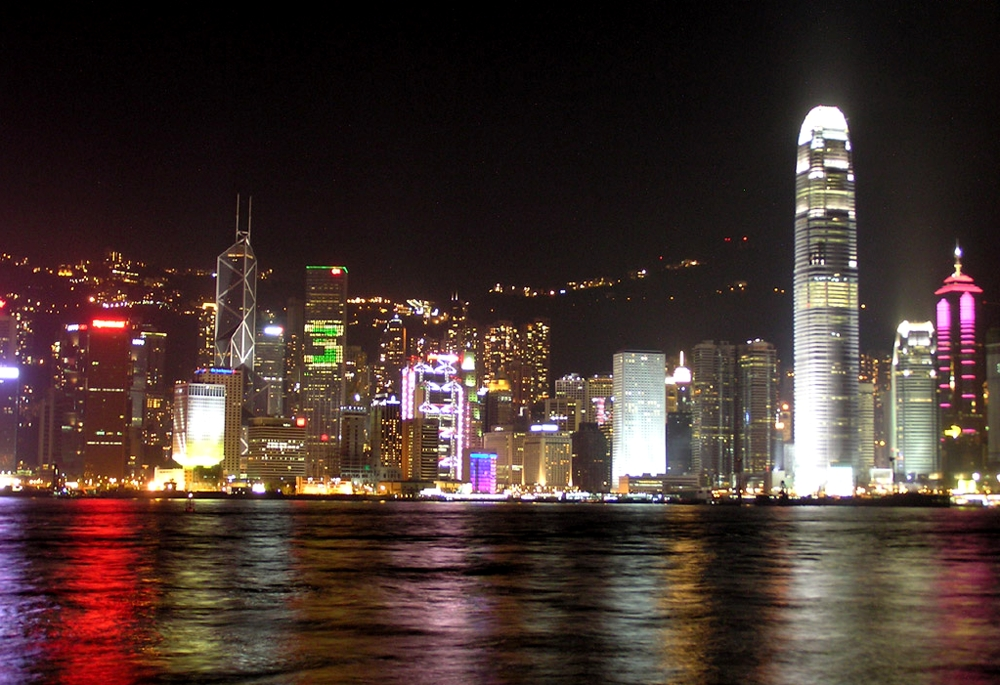
Vista nocturna del "Costat de l'illa" des del "Costat de Kowloon", el costat oposat del Port de Victòria.

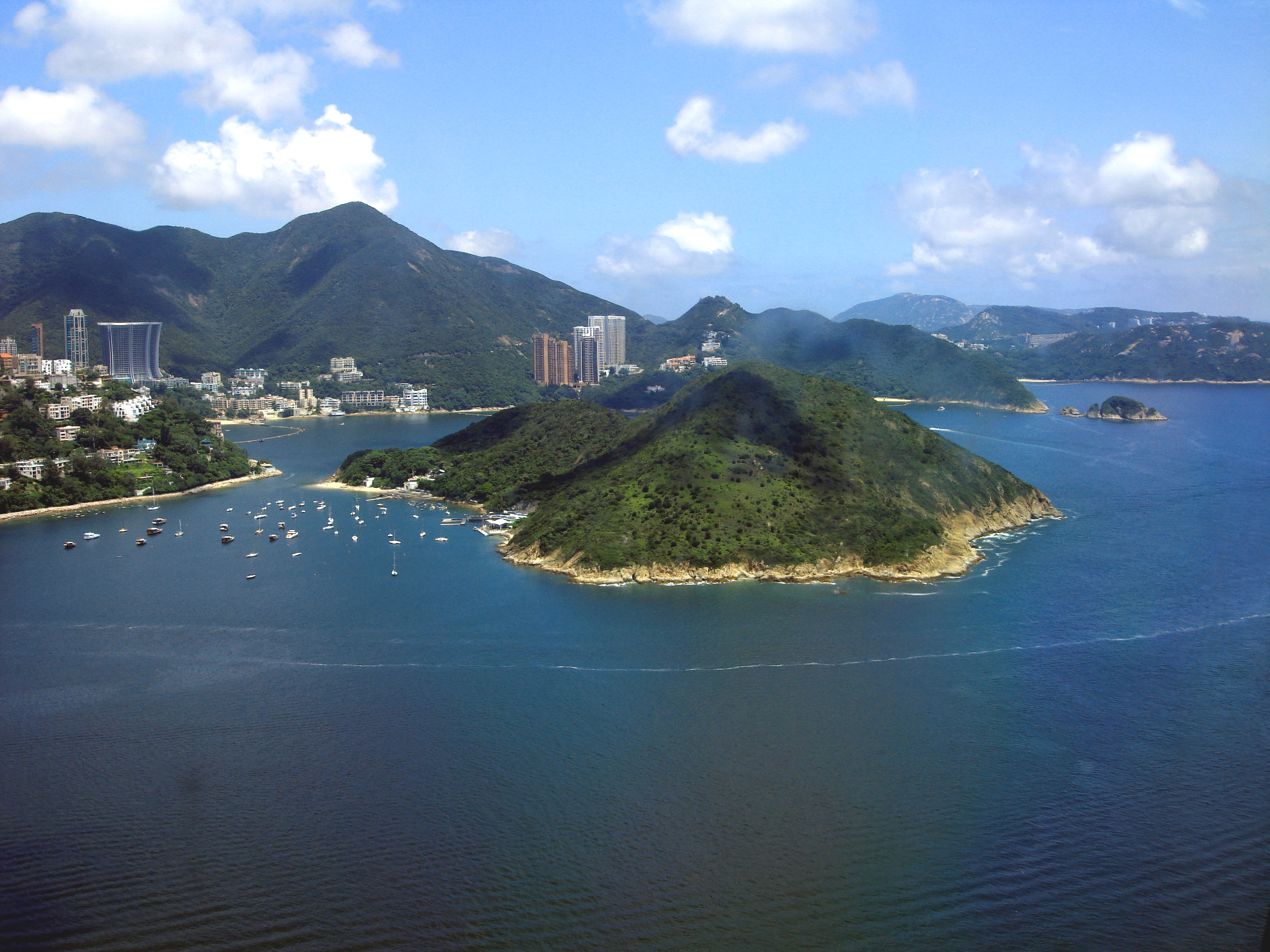
Vista des d'un telefèric del Parc de l'Oceà al districte sud.

L'illa de Hong Kong no forma part del Districte de les Illes.

## Història
L'illa va ser ocupada militarment pel capità de la marina britànica, Charles Elliot, el 20 de gener de 1841; va ser coneguda com la badia estèril. La marina britànica va desembarcar en el Punt de Possessió. Pel Tractat de Nanking es va cedir oficialment l'illa a la Gran Bretanya el 1842.
La Segona Guerra Mundial va ser un període fosc per a Hong Kong. Britànics, canadencs, hindús i les forces de defensa voluntàries de Hong Kong van resistir la invasió japonesa comandada per Saki Takashi, la qual va començar el 8 de desembre de 1941, vuit hores després de l'atac a Pearl Harbor. Tanmateix, els japonesos van ser capaços de prendre control dels cels de l'illa el primer dia d'atac, superant en nombre les forces defensives.
Els britànics i els hindús es van retirar de la Línia dels bevedors de Gin i de Kowloon a causa d'un fort bombardeig aeri i de l'artilleria. Un ferotge combat es va desenvolupar entre japonesos i canadencs, amb la qual cosa es va perdre l'únic dipòsit d'aigua de Hong Kong. Els Canadian Winnipeg Grenadiers van lluitar a l'enclavament de Wong Nai Chong Gap i van assegurar el pas entre la ciutat i les parts retirades al sud de l'illa. Tanmateix, la seva victòria va durar poc temps.
Hong Kong es va rendir el 25 de desembre, de 1941, en el que és conegut per la població local com el Nadal negre. El governador de Hong Kong, Mark Young, es va rendir en persona a les casernes de campanya japoneses, al tercer pis de l'Hotel Península. Isogai Rensuke va ser el primer governador japonès de Hong Kong. A continuació va seguir un període d'hiperinflació i racionament dels aliments; i els japonesos van declarar il·legals els dòlars de Hong Kong. A més, unes 10.000 dones van ser violades en els primers dies després de la captura de Hong Kong i un gran nombre de persones, que se sospitava eren dissidents, van ser executats. Els japonesos van reduir les racions d'aliments als civils per preservar el menjar per als soldats, i va provocar la fam entre la població. Quan el Japó es va rendir als Estats Units el 14 d'agost de 1945, la població s'havia reduït a 600.000 habitants, menys de la meitat de la població que hi havia abans de la guerra, que era d'1.600.000 habitants.

## Geografia
Després de l'illa de Lantau, l'illa de Hong Kong és per la seva extensió la segona illa del territori. Posseeix una superfície de 80,4 km², inclosos 6,98 km² de terra guanyada al mar des de 1887. La mateixa representa aproximadament el 7% del territori de Hong Kong. Està separada de la península de Kowloon i dels Nous Territoris de terra ferma pel port de Victòria.

## Transport

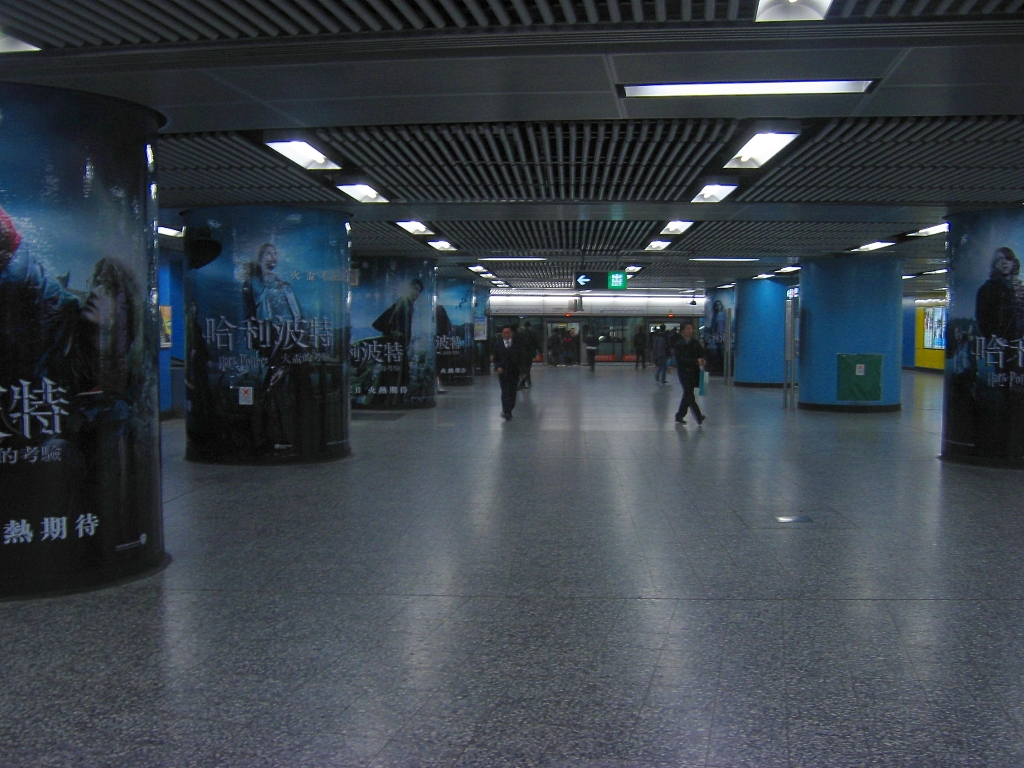
Estació de MTR d'Hong Kong.

Existeixen xarxes de línies de tren subterrànies (MTR) que recorren l'illa de Hong Kong, d'oest a est, a través de la línia de la costa nord de l'illa. Tanmateix, el costat oest no està encara connectat a l'esmentat transport. El govern i la MTR han planejat en cas d'estendre la línia a Kennedy Town, la punta oest de l'illa. S'espera que l'inici de les obres es faci l'any 2008, per començar a funcionar l'any 2012.
Les línies de tramvia de Hong Kong, i el tram del pic corren des de Kennedy Town Shau Kei Wan, amb connexions des de la badia Causeway fins a Happy Valley.
L'illa està connectada a la península de Kowloon, en terra ferma, a través de dos túnels per a cotxes i dos túnels de línies del MTR, i també una tercera línia de MTR. Existeixen plans per construir més combinacions en aquesta última línia per resoldre els enormes problemes de congestió dels túnels en les hores punta.
No existeix cap pont entre l'illa i el territori continental. Un pont connecta Ap Lei Chau i Wong Chuk Hang d'Aberdeen dins de la mateixa illa. El mateix va ser inaugurat el 1983 amb dos carrils i els el va ampliar a quatre carrils el 1994.